# Chambers Street – World Trade Center
Chambers Street – World Trade Center – stacja metra nowojorskiego, na linii A, C, i E. Znajduje się w dzielnicy Manhattan, w Nowym Jorku i zlokalizowana jest pomiędzy stacjami Canal Street i Fulton Street. Została otwarta 10 września 1932.